# Motomondiale 2014
L'edizione 2014 del motomondiale è la 66ª dalla sua istituzione nel 1949. Le classi ammesse al campionato sono la MotoGP, che ne è la classe regina, la Moto2 e la Moto3.
Proprio come accaduto nel 2013, anche in questa stagione sono tre piloti di nazionalità spagnola a laurearsi campioni del mondo, con Marc Márquez che si conferma iridato in MotoGP, Esteve Rabat in Moto2 e Álex Márquez in Moto3. Per la prima volta nella storia del motomondiale due fratelli (Marc e Álex Márquez) divengono campioni del mondo nella stessa annata.

## Il contesto
La principale novità regolamentare di questa stagione riguarda la classe MotoGP, con l'eliminazione delle motociclette CRT e l'introduzione al loro posto delle motociclette "Open", che sono dei prototipi che differiscono dalle altre MotoGP già presenti da regolamento (definite come "Factory") da alcuni vantaggi regolamentari, quali: maggior capacità del serbatoio (con possibilità di avere maggior carburante in gara), possibilità di sviluppare il propulsore durante la stagione di corse (cosa vietata alle "Factory"), pneumatici più morbidi e test di sviluppo liberi (mentre le "Factory" hanno molte limitazioni). Il solo obbligo delle moto "Open" è quello di utilizzare un programma di controllo per l'elettronica fornito dall'organizzazione del motomondiale (la Dorna), mentre le "Factory" possono utilizzarne uno sviluppato dalla casa costruttrice.
Per quel che concerne i piloti partecipanti, solo Marc Márquez in MotoGP difende il titolo di campione del mondo conquistato nel 2013, mentre il campione del mondo della Moto3, Maverick Viñales, e quello della Moto2, Pol Espargaró, hanno entrambi cambiato classe, passando il primo in Moto2 ed il secondo in MotoGP.
Lo schieramento della MotoGP vede il team ufficiale Repsol Honda (con Márquez e Daniel Pedrosa) e quello Movistar Yamaha (con Jorge Lorenzo e Valentino Rossi) confermare gli stessi piloti della passata stagione, mentre la Ducati riconferma solamente Andrea Dovizioso, andandogli ad affiancare un nuovo compagno di squadra, il britannico Cal Crutchlow, che prende il posto che nella passata annata era stato di Nicky Hayden.
Per quel che concerne le squadre non di diretta emanazione di una casa costruttrice (definite "squadre private") il team Monster Yamaha Tech 3 ingaggia Pol Espargaró (campione del Mondo uscente della Moto2) andando a confermare invece Bradley Smith. Anche il team GO&FUN Honda Gresini conferma Álvaro Bautista con una Honda RC213V-Factory, assegnando la Honda RCV1000R con specifiche Open al britannico Scott Redding (nella passata stagione secondo in graduatoria in Moto2). Il team LCR Honda mantiene in squadra per la terza stagione consecutiva il tedesco Stefan Bradl, così come il team Pramac Racing che continua con i piloti con cui aveva terminato la scorsa stagione, il colombiano Yonny Hernández e Andrea Iannone.
Cambia invece motociclette il team Drive M7 Aspar, lasciando le ART per passare alle Honda RCV1000R (motociclette in configurazione Open), ingaggiando Nicky Hayden (che lascia il team ufficiale Ducati) ed il giapponese Hiroshi Aoyama, mentre lascia il team Aspar lo spagnolo Aleix Espargaró, miglior pilota dotato di motocicletta con specifiche CRT del 2013, per passare al team NGM Forward Racing, dove trova come compagno di squadra lo statunitense Colin Edwards.
Per finire, altri team che schierano motociclette Open sono: il team Octo IodaRacing che conferma Danilo Petrucci passando alla ART, il team Paul Bird Motorsport che continua per la seconda stagione con Michael Laverty ed ingaggia Broc Parkes, il team Cardion AB Motoracing con la Honda assegnata a Karel Abraham ed il team Avintia Racing che conferma Héctor Barberá, sostituendo Aoyama (passato al team Aspar) con Mike Di Meglio.
Da segnalare in Moto3 la fondazione da parte di Valentino Rossi dello SKY Racing Team VR46 e la presenza di un nuovo marchio, la Husqvarna, che corre con le stesse motociclette usate dalla KTM (essendo il marchio svedese di proprietà della casa austriaca).

## Il calendario
I Gran Premi anche quest'anno sono stati 18, con l'uscita dal calendario del Gran Premio degli Stati Uniti, sostituito dal Gran Premio d'Argentina, di ritorno tra le gare valide per il mondiale dopo un'assenza che durava dal 1999. Nelle prime intenzioni degli organizzatori vi era anche il ritorno tra le gare iridate del Gran Premio del Brasile, ma la prova è stata eliminata nel calendario definitivo diffuso il 24 febbraio 2014..
Con l'eliminazione della prova disputata a Laguna Seca che ospitava solo la gara della MotoGP, per la prima volta dal 2004 tutte e tre le classi in competizione hanno lo stesso numero di prove.
| Data         | Gran Premio                                | Circuito                | Vincitore MotoGP | Vincitore Moto2    | Vincitore Moto3 | Resoconto |
| ------------ | ------------------------------------------ | ----------------------- | ---------------- | ------------------ | --------------- | --------- |
| 23 marzo     | GP del Qatar                               | Losail                  | Marc Márquez     | Esteve Rabat       | Jack Miller     | Resoconto |
| 13 aprile    | GP delle Americhe                          | Circuito delle Americhe | Marc Márquez     | Maverick Viñales   | Jack Miller     | Resoconto |
| 27 aprile    | GP d'Argentina                             | Termas de Río Hondo     | Marc Márquez     | Esteve Rabat       | Romano Fenati   | Resoconto |
| 4 maggio     | GP di Spagna                               | Jerez de la Frontera    | Marc Márquez     | Mika Kallio        | Romano Fenati   | Resoconto |
| 18 maggio    | GP di Francia                              | Le Mans                 | Marc Márquez     | Mika Kallio        | Jack Miller     | Resoconto |
| 1º giugno    | GP d'Italia                                | Mugello                 | Marc Márquez     | Esteve Rabat       | Romano Fenati   | Resoconto |
| 15 giugno    | GP di Catalogna                            | Catalogna               | Marc Márquez     | Esteve Rabat       | Álex Márquez    | Resoconto |
| 28 giugno    | GP d'Olanda                                | Assen                   | Marc Márquez     | Anthony West       | Álex Márquez    | Resoconto |
| 13 luglio    | GP di Germania                             | Sachsenring             | Marc Márquez     | Dominique Aegerter | Jack Miller     | Resoconto |
| 10 agosto    | GP di Indianapolis                         | Indianapolis            | Marc Márquez     | Mika Kallio        | Efrén Vázquez   | Resoconto |
| 17 agosto    | GP della Repubblica Ceca                   | Brno                    | Daniel Pedrosa   | Esteve Rabat       | Alexis Masbou   | Resoconto |
| 31 agosto    | GP di Gran Bretagna                        | Silverstone             | Marc Márquez     | Esteve Rabat       | Álex Rins       | Resoconto |
| 14 settembre | GP di San Marino e della Riviera di Rimini | Misano Adriatico        | Valentino Rossi  | Esteve Rabat       | Álex Rins       | Resoconto |
| 28 settembre | GP d'Aragona                               | Motorland               | Jorge Lorenzo    | Maverick Viñales   | Romano Fenati   | Resoconto |
| 12 ottobre   | GP del Giappone                            | Motegi                  | Jorge Lorenzo    | Thomas Lüthi       | Álex Márquez    | Resoconto |
| 19 ottobre   | GP d'Australia                             | Phillip Island          | Valentino Rossi  | Maverick Viñales   | Jack Miller     | Resoconto |
| 26 ottobre   | GP della Malesia                           | Sepang                  | Marc Márquez     | Maverick Viñales   | Efrén Vázquez   | Resoconto |
| 9 novembre   | GP della Comunità Valenciana               | Valencia                | Marc Márquez     | Thomas Lüthi       | Jack Miller     | Resoconto |

## Sistema di punteggio e legenda
| Pos.  | 1  | 2  | 3  | 4  | 5  | 6  | 7 | 8 | 9 | 10 | 11 | 12 | 13 | 14 | 15 | 16 > |
| ----- | -- | -- | -- | -- | -- | -- | - | - | - | -- | -- | -- | -- | -- | -- | ---- |
| Punti | 25 | 20 | 16 | 13 | 11 | 10 | 9 | 8 | 7 | 6  | 5  | 4  | 3  | 2  | 1  | 0    |

## Le classi

### MotoGP

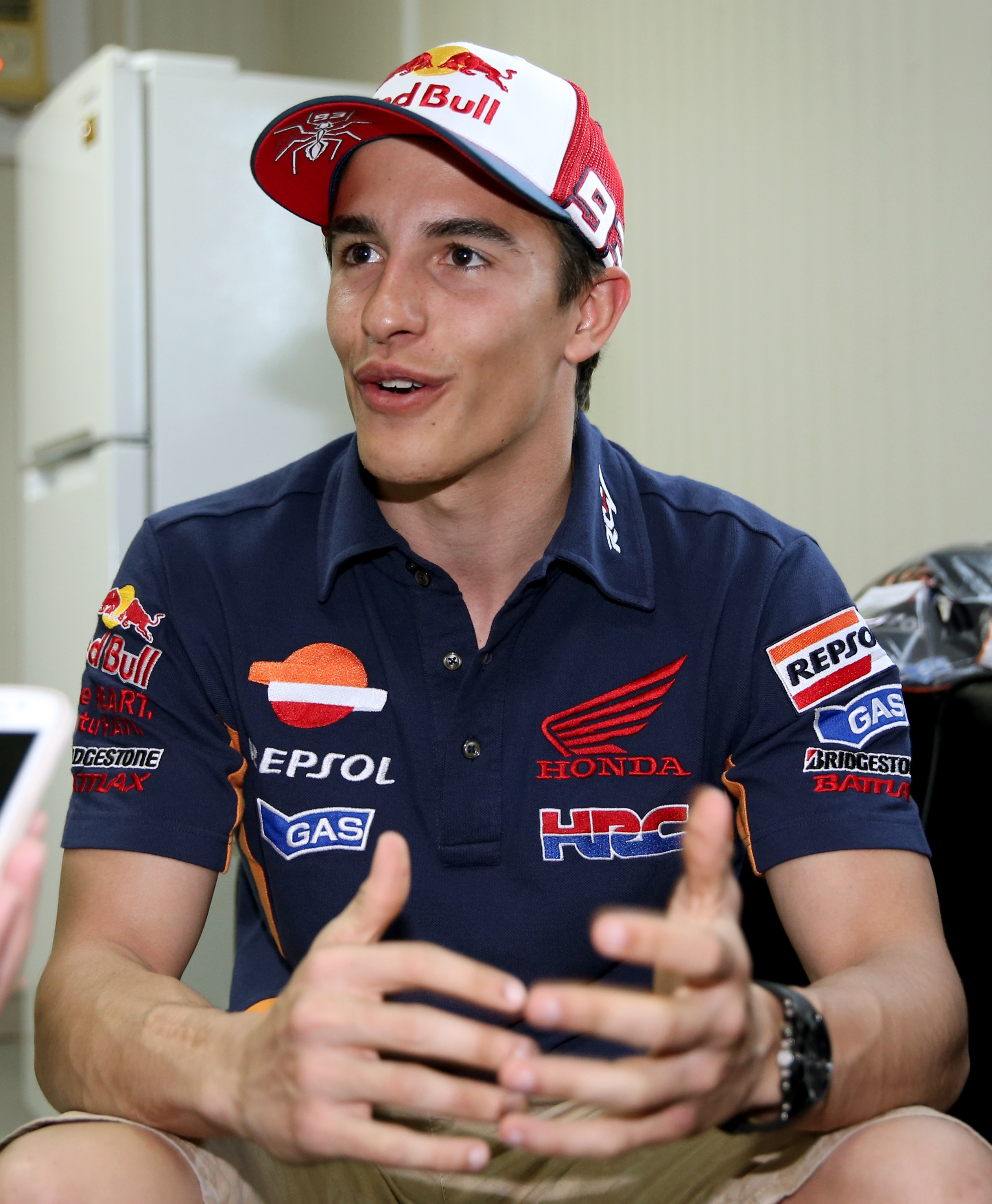
Il campione del mondo Marc Márquez.

Marc Márquez con la Honda RC213V vince il secondo titolo consecutivo in questa classe, dopo essersi già affermato nel 2013. Lo spagnolo del team Repsol Honda realizza in stagione 362 punti, finendo con 67 punti di vantaggio su Valentino Rossi, che giunge secondo in classifica mondiale con 295 punti.
Márquez prevale nelle prime dieci gare di questa stagione, per poi interrompere la sequenza di vittorie consecutive con il quarto posto al GP della Repubblica Ceca, facendo segnare, con le tredici vittorie in questa annata, il nuovo primato assoluto di vittorie in una singola stagione nel motomondiale (il precedente primato era di Mick Doohan, quando nel 1997 vinse dodici gare). Inoltre il vincitore del titolo mondiale risulta anche il pilota con il più alto numero di pole position, con tredici partenze dalla prima casella della griglia di partenza.
Sono invece due le vittorie in questo campionato per Valentino Rossi, che vince il GP di San Marino, tornando in questo modo alla vittoria ad un anno e tre mesi di distanza dalla sua ultima vittoria (ottenuta al GP d'Olanda del 2013), per poi ripetersi anche in occasione del Gran Premio d'Australia.
Finisce terzo in campionato con 263 punti Jorge Lorenzo, compagno di Rossi nel team Movistar Yamaha; anche per lui sono due le vittorie stagionali, al Gran Premio d'Aragona ed a quello del Giappone (proprio al termine di questo GP, Márquez ha avuto la certezza del titolo iridato).
Solo una vittoria per il quarto classificato della classifica piloti, Daniel Pedrosa, che taglia per primo il traguardo del GP della Repubblica Ceca. Quinto ma primo dei piloti Ducati, Andrea Dovizioso, proprio il pilota italiano riporta la Desmosedici sul palco di premiazione del podio, cosa che non accadeva dal secondo posto di Rossi al Gran Premio di San Marino del 2012.
Pol Espargaró, visto il sesto posto nella classifica piloti con 136 punti, risulta il miglior pilota esordiente di questa specifica classe, mentre il miglior pilota dotato di motocicletta Open, settimo nella generale, è stato Aleix Espargaró, con quest'ultimo che è riuscito a far segnare anche una pole, in occasione del GP d'Olanda, ed un podio, con il secondo posto al GP d'Aragona. Da rimarcare come solo Aleix Espargaró sia riuscito a partire in pole ed ottenere un piazzamento a podio con una motocicletta con specifiche Open (la Forward Yamaha).
La Honda vince il campionato riservato ai costruttori, sopravanzando di 55 punti la Yamaha; situazione analoga si è avuta nel campionato squadre, dove il team Repsol Honda (unione dei risultati di Márquez e Pedrosa) ha chiuso con 50 punti di vantaggio sul team Movistar Yamaha (somma dei risultati di Rossi e Lorenzo).

#### Classifica piloti (prime 5 posizioni)
| Pos. | Pilota           | Moto   |     |    |   |   |   |   |   |    |   |   |   |   |    |     |   |     |     |     | P.ti |
| ---- | ---------------- | ------ | --- | -- | - | - | - | - | - | -- | - | - | - | - | -- | --- | - | --- | --- | --- | ---- |
| 1    | Marc Márquez     | Honda  | 1   | 1  | 1 | 1 | 1 | 1 | 1 | 1  | 1 | 1 | 4 | 1 | 15 | 13  | 2 | Rit | 1   | 1   | 362  |
| 2    | Valentino Rossi  | Yamaha | 2   | 8  | 4 | 2 | 2 | 3 | 2 | 5  | 4 | 3 | 3 | 3 | 1  | Rit | 3 | 1   | 2   | 2   | 295  |
| 3    | Jorge Lorenzo    | Yamaha | Rit | 10 | 3 | 4 | 6 | 2 | 4 | 13 | 3 | 2 | 2 | 2 | 2  | 1   | 1 | 2   | 3   | Rit | 263  |
| 4    | Daniel Pedrosa   | Honda  | 3   | 2  | 2 | 3 | 5 | 4 | 3 | 3  | 2 | 4 | 1 | 4 | 3  | 14  | 4 | Rit | Rit | 3   | 246  |
| 5    | Andrea Dovizioso | Ducati | 5   | 3  | 9 | 5 | 8 | 6 | 8 | 2  | 8 | 7 | 6 | 5 | 4  | Rit | 5 | 4   | 8   | 4   | 187  |
| Pos. | Pilota           | Moto   |     |    |   |   |   |   |   |    |   |   |   |   |    |     |   |     |     |     | P.ti |

| Legenda                                                                        | 1º posto        | 2º posto        | 3º posto | A punti      | Senza punti        | Grassetto=Pole position Corsivo=Giro più veloce |
| Legenda                                                                        | Gara non valida | Non qualificato | Ritirato | Squalificato | "-" Dato non disp. | Grassetto=Pole position Corsivo=Giro più veloce |
| Fonte dei dati: motogp.com, racingmemo.free.fr, autosport.com, jumpingjack.nl. |                 |                 |          |              |                    |                                                 |

#### Classifica costruttori (prime tre posizioni)
| Pos. | Costruttore | Motocicletta |   |   |   |   |   |   |   |   |   |   |   |   |   |   |   |   |   |   | P.ti |
| ---- | ----------- | ------------ | - | - | - | - | - | - | - | - | - | - | - | - | - | - | - | - | - | - | ---- |
| 1    | Honda       | RC213V       | 1 | 1 | 1 | 1 | 1 | 1 | 1 | 1 | 1 | 1 | 1 | 1 | 3 | 4 | 2 | 6 | 1 | 1 | 409  |
| 2    | Yamaha      | YZR-M1       | 2 | 5 | 3 | 2 | 2 | 2 | 2 | 5 | 3 | 2 | 2 | 2 | 1 | 1 | 1 | 1 | 2 | 2 | 354  |
| 3    | Ducati      | Desmosedici  | 5 | 3 | 6 | 5 | 8 | 6 | 8 | 2 | 5 | 7 | 5 | 5 | 4 | 3 | 5 | 4 | 7 | 4 | 211  |

#### Classifica squadre (prime tre posizioni)
| Pos. | Squadra                | Piloti           |     |     |    |     |    |     |     |    |    |   |     |    |    |     |     |     |     |     | P.ti |
| ---- | ---------------------- | ---------------- | --- | --- | -- | --- | -- | --- | --- | -- | -- | - | --- | -- | -- | --- | --- | --- | --- | --- | ---- |
| 1    | Repsol Honda           | Marc Márquez     | 1   | 1   | 1  | 1   | 1  | 1   | 1   | 1  | 1  | 1 | 4   | 1  | 15 | 13  | 2   | Rit | 1   | 1   | 608  |
| 1    | Repsol Honda           | Daniel Pedrosa   | 3   | 2   | 2  | 3   | 5  | 4   | 3   | 3  | 2  | 4 | 1   | 4  | 3  | 14  | 4   | Rit | Rit | 3   | 608  |
| 2    | Movistar Yamaha MotoGP | Jorge Lorenzo    | Rit | 10  | 3  | 4   | 6  | 2   | 4   | 13 | 3  | 2 | 2   | 2  | 2  | 1   | 1   | 2   | 3   | Rit | 558  |
| 2    | Movistar Yamaha MotoGP | Valentino Rossi  | 2   | 8   | 4  | 2   | 2  | 3   | 2   | 5  | 4  | 3 | 3   | 3  | 1  | Rit | 3   | 1   | 2   | 2   | 558  |
| 3    | Ducati Team            | Andrea Dovizioso | 5   | 3   | 9  | 5   | 8  | 6   | 8   | 2  | 8  | 7 | 6   | 5  | 4  | Rit | 5   | 4   | 8   | 4   | 261  |
| 3    | Ducati Team            | Cal Crutchlow    | 6   | Rit |    | Rit | 11 | Rit | Rit | 9  | 10 | 8 | Rit | 12 | 9  | 3   | Rit | Rit | Rit | 5   | 261  |
| 3    | Ducati Team            | Michele Pirro    |     |     | 17 |     |    |     |     |    |    |   |     |    |    |     |     |     |     |     | 261  |
| Pos. | Squadra                | Piloti           |     |     |    |     |    |     |     |    |    |   |     |    |    |     |     |     |     |     | P.ti |

| Legenda                                                                        | 1º posto        | 2º posto        | 3º posto | A punti      | Senza punti        | Grassetto=Pole position Corsivo=Giro più veloce |
| Legenda                                                                        | Gara non valida | Non qualificato | Ritirato | Squalificato | "-" Dato non disp. | Grassetto=Pole position Corsivo=Giro più veloce |
| Fonte dei dati: motogp.com, racingmemo.free.fr, autosport.com, jumpingjack.nl. |                 |                 |          |              |                    |                                                 |

### Moto2

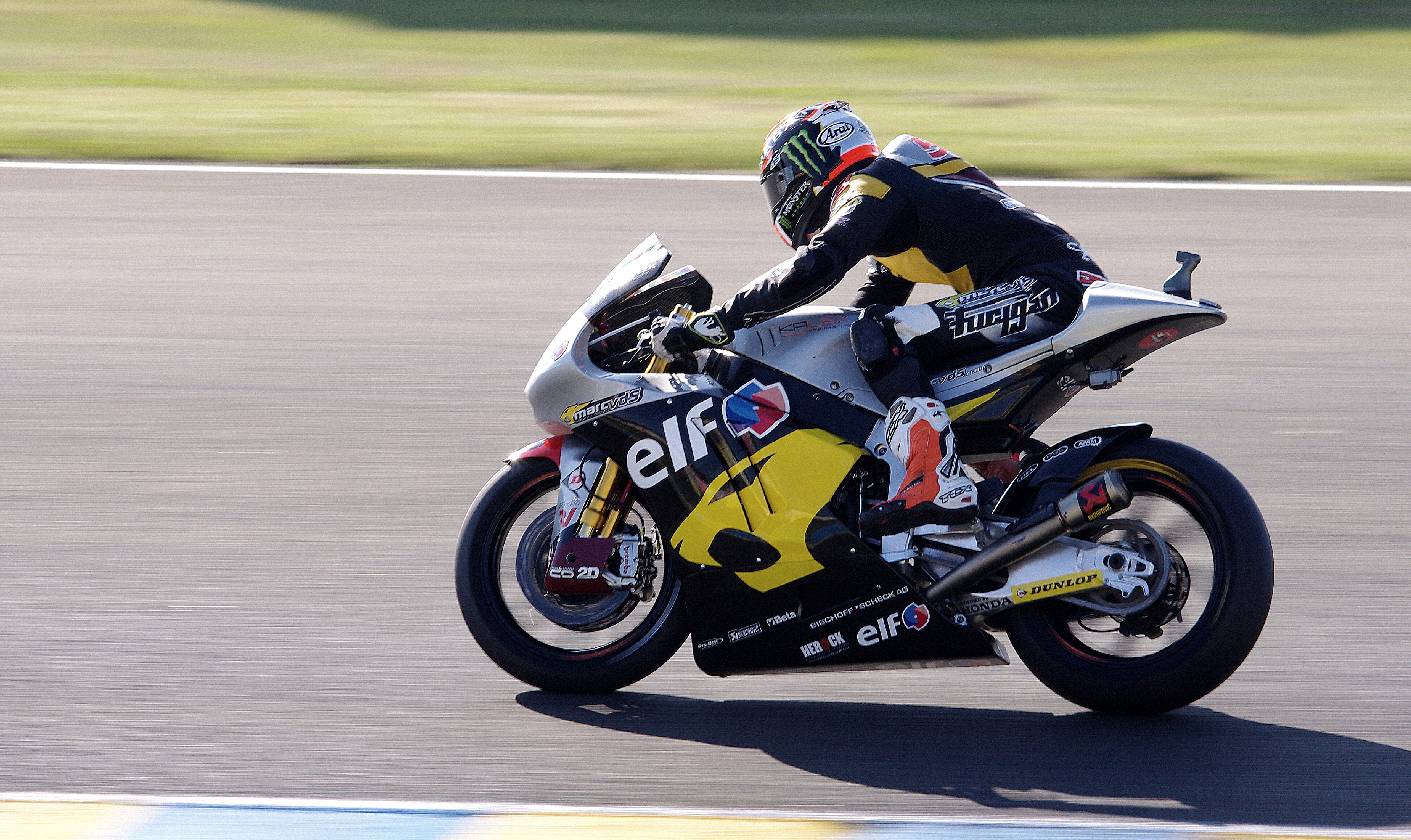
Il campione del mondo Rabat alla guida della Kalex Moto2 del team Marc VDS Racing.

La classe intermedia del motomondiale, la Moto2, viene vinta, al termine della penultima prova, dallo spagnolo Esteve Rabat con la Kalex Moto2 del team Marc VDS Racing. Passati in MotoGP sia il vincitore del 2013, Pol Espargaró, ed anche il secondo classificato, Scott Redding, Rabat (che nel 2013 concluse terzo) vince il titolo con 346 punti (nuovo primato di punti stagionali per questa classe), sopravanzando di 57 punti il compagno di squadra, Mika Kallio, attestatosi a 289 punti. Rabat risulta essere anche il pilota più vincente in stagione con sette affermazioni ed anche altri sette piazzamenti a podio (per un totale di 14 posizionamenti a podio su 18 gare corse), tre sono invece le vittorie per Kallio. Quattro le vittorie di Maverick Viñales del team Paginas Amarillas HP 40, il pilota spagnolo, campione mondiale l'anno precedente della classe Moto3, risulta essere il miglior pilota esordiente di questa classe con 274 punti. Due vittorie stagionali e quarto posto nel mondiale con 194 punti per lo svizzero Thomas Lüthi, primo pilota dotato di motocicletta Suter MMX2 (a fronte dei primi tre classificati tutti con moto Kalex), mentre il quinto classificato, Dominique Aegerter del team Technomag carXpert, ottiene in occasione del GP di Germania la prima pole position e prima vittoria della sua carriera nel motomondiale.
La sola gara che vede vincere un pilota dotato di motocicletta differente da Suter e Kalex è il GP d'Olanda, corso in condizioni di pista bagnata, dove a tagliare per primo il traguardo è stato il pilota australiano Anthony West alla guida della Speed Up SF14 del team QMMF Racing. West torna in questo modo sul gradino più alto del podio a 11 anni esatti di distanza (era il 28 giugno 2003) dalla sua prima vittoria nel motomondiale, ottenuta proprio al GP d'Olanda del 2003 nella classe 250, sempre in situazione di pista bagnata.
La classifica costruttori vede la netta affermazione della Kalex, che vince con i suoi piloti 14 delle 18 gare in calendario, realizzando 430 dei 450 punti disponibili, con la Suter seconda con 284 punti.

#### Classifica piloti (prime 5 posizioni)
| Pos. | Pilota             | Moto  |     |   |     |    |   |     |    |    |   |     |   |    |   |   |    |   |   |     | P.ti |
| ---- | ------------------ | ----- | --- | - | --- | -- | - | --- | -- | -- | - | --- | - | -- | - | - | -- | - | - | --- | ---- |
| 1    | Esteve Rabat       | Kalex | 1   | 2 | 1   | 4  | 3 | 1   | 1  | 8  | 4 | 4   | 1 | 1  | 1 | 2 | 3  | 3 | 3 | 2   | 346  |
| 2    | Mika Kallio        | Kalex | 2   | 4 | 7   | 1  | 1 | 6   | 4  | 3  | 2 | 1   | 2 | 2  | 2 | 7 | 5  | 4 | 2 | Rit | 289  |
| 3    | Maverick Viñales   | Kalex | 4   | 1 | Rit | 5  | 4 | 9   | 2  | 2  | 5 | 2   | 6 | 3  | 4 | 1 | 2  | 1 | 1 | Rit | 274  |
| 4    | Thomas Lüthi       | Suter | 3   | 6 | 19  | 10 | 8 | Rit | 5  | 6  | 9 | Rit | 4 | 5  | 5 | 4 | 1  | 2 | 8 | 1   | 194  |
| 5    | Dominique Aegerter | Suter | Rit | 3 | 4   | 2  | 7 | 5   | 14 | 21 | 1 | 3   | 5 | 21 | 6 | 6 | 18 | 8 | 5 | 6   | 172  |
| Pos. | Pilota             | Moto  |     |   |     |    |   |     |    |    |   |     |   |    |   |   |    |   |   |     | P.ti |

| Legenda                                                                        | 1º posto        | 2º posto        | 3º posto | A punti      | Senza punti        | Grassetto=Pole position Corsivo=Giro più veloce |
| Legenda                                                                        | Gara non valida | Non qualificato | Ritirato | Squalificato | "-" Dato non disp. | Grassetto=Pole position Corsivo=Giro più veloce |
| Fonte dei dati: motogp.com, racingmemo.free.fr, autosport.com, jumpingjack.nl. |                 |                 |          |              |                    |                                                 |

#### Classifica costruttori (prime tre posizioni)
| Pos. | Costruttore    | Motocicletta |    |     |    |   |    |   |   |   |     |    |   |   |   |   |   |     |   |   | P.ti |
| ---- | -------------- | ------------ | -- | --- | -- | - | -- | - | - | - | --- | -- | - | - | - | - | - | --- | - | - | ---- |
| 1    | Kalex          | Moto2        | 1  | 1   | 1  | 1 | 1  | 1 | 1 | 2 | 2   | 1  | 1 | 1 | 1 | 1 | 2 | 1   | 1 | 2 | 430  |
| 2    | Suter          | MMX2         | 3  | 3   | 2  | 2 | 7  | 5 | 5 | 5 | 1   | 3  | 4 | 5 | 5 | 4 | 1 | 2   | 5 | 1 | 284  |
| 3    | Caterham Suter | -            | 23 | Rit | 18 | 8 | 22 | 7 | 3 | 4 | Rit | 10 | 9 | 4 | 3 | 3 | 4 | Rit | 4 | 3 | 146  |

### Moto3
A differenza di quanto avvenuto nelle altre due classi, dove il titolo piloti è stato assegnato con anticipo rispetto alla conclusione del calendario di corse, nella classe Moto3 il titolo viene vinto da Álex Márquez solo al termine dell'ultima gara stagionale. Álex Márquez, fratello minore del campione del mondo della MotoGP, vince tre gare in stagione e realizza in più altri sette podi, risultati che gli hanno permesso di sopravanzare di due punti il suo diretto avversario, Jack Miller. Per l'australiano Miller sono sei le vittorie in gara, con altri quattro piazzamenti a podio, che gli consentono di chiudere la stagione al secondo posto con 276 punti. Due vittorie stagionali in gara per Álex Rins, che conclude terzo in graduatoria piloti con 237 punti totali, con Efrén Vázquez quarto con 222 punti (per lui sono due le vittorie nel 2014), quinto Romano Fenati con quattro vittorie e 176 punti e sesto Alexis Masbou con una vittoria e 164 totali.
Da segnalare la stagione di Enea Bastianini che, con tre piazzamenti a podio in stagione, risulta il migliore dei piloti esordienti nel motomondiale con il nono posto in classifica.
Particolare la situazione venutasi a creare nella classifica costruttori, dove KTM e Honda si sono trovate entrambe al primo posto con 384 punti totali. Il titolo iridato viene assegnato alla casa costruttrice austriaca grazie alle dieci vittorie stagionali, contro le otto ottenute dalla casa motociclistica giapponese.

#### Classifica piloti (prime 5 posizioni)
| Pos. | Pilota        | Moto  |    |     |   |   |     |     |     |     |     |   |    |     |    |    |    |     |     |    | P.ti |
| ---- | ------------- | ----- | -- | --- | - | - | --- | --- | --- | --- | --- | - | -- | --- | -- | -- | -- | --- | --- | -- | ---- |
| 1    | Álex Márquez  | Honda | 2  | Rit | 2 | 7 | 5   | Rit | 1   | 1   | 4   | 6 | 4  | 2   | 2  | 2  | 1  | 2   | 5   | 3  | 278  |
| 2    | Jack Miller   | KTM   | 1  | 1   | 3 | 4 | 1   | Rit | 4   | Rit | 1   | 3 | 5  | 6   | 3  | 27 | 5  | 1   | 2   | 1  | 276  |
| 3    | Álex Rins     | Honda | 5  | 4   | 5 | 3 | 2   | 3   | Rit | 2   | Rit | 5 | 9  | 1   | 1  | 4  | 10 | 3   | 3   | 5  | 237  |
| 4    | Efrén Vázquez | Honda | 3  | 3   | 6 | 2 | 6   | 12  | 3   | 6   | 6   | 1 | 8  | Rit | 10 | 13 | 2  | 4   | 1   | 6  | 222  |
| 5    | Romano Fenati | KTM   | 12 | 2   | 1 | 1 | Rit | 1   | 5   | 18  | Rit | 2 | 11 | 16  | 11 | 1  | 7  | Rit | Rit | 14 | 176  |
| Pos. | Pilota        | Moto  |    |     |   |   |     |     |     |     |     |   |    |     |    |    |    |     |     |    | P.ti |

| Legenda                                                                        | 1º posto        | 2º posto        | 3º posto | A punti      | Senza punti        | Grassetto=Pole position Corsivo=Giro più veloce |
| Legenda                                                                        | Gara non valida | Non qualificato | Ritirato | Squalificato | "-" Dato non disp. | Grassetto=Pole position Corsivo=Giro più veloce |
| Fonte dei dati: motogp.com, racingmemo.free.fr, autosport.com, jumpingjack.nl. |                 |                 |          |              |                    |                                                 |

#### Classifica costruttori (prime tre posizioni)
| Pos. | Costruttore | Motocicletta |   |    |    |    |    |   |   |   |   |   |   |   |   |   |   |   |    |   | P.ti |
| ---- | ----------- | ------------ | - | -- | -- | -- | -- | - | - | - | - | - | - | - | - | - | - | - | -- | - | ---- |
| 1    | KTM         | RC 250 GP    | 1 | 1  | 1  | 1  | 1  | 1 | 2 | 5 | 1 | 2 | 2 | 3 | 3 | 1 | 5 | 1 | 2  | 1 | 384  |
| 2    | Honda       | NSF250R      | 2 | 3  | 2  | 2  | 2  | 3 | 1 | 1 | 3 | 1 | 1 | 1 | 1 | 2 | 1 | 2 | 1  | 3 | 384  |
| 3    | Mahindra    | MGP3O        | 4 | 15 | 13 | 14 | 12 | 4 | 6 | 3 | 2 | 7 | 6 | 4 | 6 | 7 | 3 | 7 | 14 | 8 | 165  |